# Un barattolo mostruoso
Un barattolo mostruoso (Monster Blood) è la terza storia della serie horror per ragazzi Piccoli brividi, scritta da R. L. Stine. Il libro ha avuto ben tre seguiti: Un barattolo mostruoso n.2, Un barattolo mostruoso n.3 e Un barattolo mostruoso n.4.

## Trama
Evan Ross ed il suo cocker Cannamozza, vengono affidati alla vecchia e sorda prozia Kathryn (che sembra proprio una strega) per un paio di settimane, mentre i suoi genitori cercano casa ad Atlanta. Qui Evan conosce una ragazzina della sua età, di nome Andrea (detta Andy). Un giorno scopre con la sua amica un misterioso barattolo in un vecchio negozio di giocattoli con un'etichetta su cui c'è scritto "SANGUE DI MOSTRO". Il barattolo è pieno di melma verde fluorescente. Evan lo acquista a poco prezzo (anche se il venditore non era molto propenso a venderlo) e i due all'inizio si divertono a giocare con quella strana sostanza, un po' della quale viene anche accidentalmente ingerita da Cannamozza. Presto però, il Sangue di Mostro inizia a crescere sempre di più, così come il cane che l'aveva ingerito. La situazione sfugge al controllo di Evan e Andy ed un giorno il Sangue di Mostro, raggiunte ormai dimensioni mostruose, inizia a muoversi come dotato di vita propria.
Dopo aver fagocitato i gemelli Ricky e Tony Beymer, i due bulli del quartiere, il Sangue di Mostro riesce a raggiungere la casa della prozia Kathryn, minacciandola di ingerirla. Evan, a quel punto, accusa la zia di aver lanciato un incantesimo su quella sostanza, ma questa rivela che la vera responsabile di tutto è la sua gatta Sarabeth. Ella, infatti, non è una gatta ma una giovane strega che ha effettivamente creato il Sangue di Mostro ed è l'unica in grado di controllarlo, ordinandogli poco dopo di uccidere i due ragazzi perché ormai sapevano troppo. I due, però, vengono salvati da Cannamozza, il quale, diventato ormai enorme, spinge involontariamente Sarabeth verso l'ammasso gelatinoso, che la ingloba, facendola scomparire. Sarabeth è così sconfitta e l'incantesimo si spezza, liberando i gemelli Beymer, che fuggono via. Il Sangue di Mostro ed il cane ritornano delle dimensioni originali e subito dopo i genitori di Evan arrivano a casa della prozia Kathryn, per riprendere loro figlio. Il finale è comunque aperto: Evan si accorge che il Sangue di Mostro rimasto sul pavimento è misteriosamente scomparso.

## Personaggi
- Evan Ross: il protagonista, viene mandato a vivere dalla prozia Kathryn durante la temporanea assenza dei genitori.
- Andrea: una ragazzina amica del protagonista, vive poco distante dalla casa di Kathryn.
- Kathryn: la prozia di Evan, una donna anziana sorda e eccentrica. Si rivela essere una strega, colei che ha creato il Sangue di Mostro assieme a Sarabeth.
- Sarabeth: una strega giovane e malvagia. Ha creato il Sangue di Mostro ma è stata bloccata da Kathryn. Durante la maggior parte del tempo ha la forma di una gatta nera.
- Tony Beymer: uno dei bulli del quartiere, fratello gemello di Ricky.
- Ricky Beymer: uno dei bulli del quartiere, fratello gemello di Tony.
- Paul Ross: il padre di Evan. Il suo nome viene detto solo nell'episodio televisivo.
- Lauren Ross: la madre di Evan. Il suo nome viene detto solo nell'episodio televisivo.
- Cannamozza: il cane di Evan. Chiamato Trigger nella versione originale (e nelle seguenti traduzioni italiane), avrà a che fare direttamente con il Sangue di Mostro.

## Episodio TV
Di questo romanzo è stato realizzato un episodio televisivo che, tuttavia, presenta delle differenze rispetto alla versione cartacea:
- I personaggi di Ricky e Tony Beymer sono assenti.
- Evan e Andy trovano il Sangue di Mostro in un misterioso negozio di giocattoli nel libro, mentre nell'episodio televisivo in una stanza della casa di Kathryn. Tale stanza, infatti, era stata affittata trent'anni prima a Sarabeth, la quale aveva compiuto riti di magia nera. Nel libro, invece, sembrerebbe che le due donne erano amiche e avevano creato insieme il Sangue di Mostro.
- Kathryn nel libro è descritta come una donna anziana che tuttavia, nonostante l'età, non dimostra effettivamente e fisicamente la sua vecchiaia, mentre nell'episodio televisivo è invece evidentemente anziana. La donna, inoltre, è palesemente sorda nel libro (anche se nel finale viene detto che era stata Sarabeth a renderla così) mentre nell'episodio televisivo lo è ma non come nel libro.
- Sarabeth è descritta nel libro come una donna dai capelli rossi fluenti e lunghi e dagli occhi gialli, mentre nell'episodio televisivo (interpretata da Joy Tanner) è una donna dai capelli corti castano scuro.
- Cannamozza (chiamato Trigger nella versione originale e a partire dalle successive traduzioni italiane) è un cocker nel libro e un collie nell'episodio televisivo. In tale episodio, nella versione italiana, mantiene il suo nome originale a differenza del libro.
- I genitori di Evan si chiamano Paul e Lauren, tuttavia tali nomi non vengono citati nel libro.

## Adattamenti televisivi
L'episodio televisivo è diviso in due parti: la seconda, chiamata More Monster Blood in originale, è un inedito, non riferendosi a nessun romanzo ufficiale della serie (come nel caso della trilogia di Karlsville della terza stagione). Nella versione italiana, invece, tale episodio è stato chiamato Un barattolo mostruoso parte due.

## Edizioni
- R. L. Stine, Un barattolo mostruoso, traduzione di Chiara Belliti, collana Piccoli brividi, Arnoldo Mondadori Editore, 1994,  p. 191, ISBN 88-04-38781-5.